# Имени Молланепеса
Имени Молланепеса (туркм. Mollanepes ad.) — посёлок городского типа в Марыйском велаяте Туркмении. Центр Векилбазарского этрапа. Посёлок расположен на берегу Каракумского канала, в 7 км к востоку от Мары. В посёлке находится железнодорожная станция Молланепес (на линии Мары — Туркменабад).
Статус посёлка городского типа с 1975 года. До 1993 года носил название имени Полторацкого в честь советского революционера П. Г. Полторацкого. Ныне носит имя туркменского поэта Молланепеса.

## Население
| 1979 | 1989 |
| ---- | ---- |
| 3680 | 5786 |